# Kuldjha
|  | Aquest article tracta sobre la ciutat medieval. Si cerqueu la ciutat actualment poblada, vegeu «Yining». |

Khuldjha és una ciutat al sud de llac Sayram i del coll de Talki, al nord del riu Ili i una mica al nord-oest de la moderna Yining. En el període mongol fou coneguda com a Almaligh o Almaliq.

## Història
L'aventurer turc Buzar (també Uzar), antic bandit i lladre de cavalls, es va crear un regne a començaments del segle xiii amb seu a Alamaligh, prop de la ciutat de Khuldja a l'Ili superior; Djamal Qarchi diu que va adoptar el nom de regne de Toghrul Khan.
El regne es va declarar vassall de Genguis Kan el 1211; en una data desconeguda entre 1211 i 1217/1218
el rei d'Amaligh, Buzar, fou sorprès per gent de Kuchtlug el kan kara khitai mentre casava i va ser assassinat. Quan Kuchtlug va atacar la ciutat d'Amaligh, la vídua, Salbak-Turkan, la va defensar i no la va poder ocupar. Suqnaqtegin, el fill del difunt, Sugnak o Sughnak Tigin va conservar el tron i va esdevenir un enemic de Kutchlug i un fidel aliat de Genguis Kan casat amb una neta de Genguis (filla de Djoci).
El 1218 Genguis va decidir enviar contra Kutchlug al general Djebé (fletxa), amb 20.000 homes. En principi fou enviat per protegir Almaligh però quan hi va arribar ja Kutchlug s'havia retirat cap a la Kashgària. Balasagun i totes les ciutats de l'actual regió de Semirechie, van obrir les portes al general mongol.
El successor de Sugnuk fou el seu fill Danishmand Tigin. A començaments del segle xiv el país estava encara governat per la mateixa dinastia, el territori de la qual va quedar en el "ulus" de Txagatai, el qual va establir la seva capital a la rodalia. La regió era anomenada al segle xiv Il Arghu. No se sap fins quan va conservar el poder la dinastia buzàrida.
El 1339 hi foren assassinats uns missioners francesos; en aquest temps era probablement la seu del metropolità nestorià i d'un bisbat missioner catòlic. Les lluites successòries a Txagatai van afectar Almaligh i al país; la capital fou devastada i va patir fam. Muhammad Haydar parla de tombes i ruïnes (modernes ruïnes d'Alimtu) incloent la tomba del txagatai Tughluk Timur (mort 1362/1363). Les ruïnes es troben prop de la frontera xinesa, entre el riu Khorgos que marca la frontera i la vila de Mazar
Vers el 1762 els xinesos van fundar Khulja o Khuldja (després la vella) després de la seva victòria sobre els calmucs el 1758. El nom xinès fou Ning-yüan-tcheng. El 1764 es va fundar una altra Khuldja (la gran o la nova) per servir de residència al governador general del Turquestan Xinès Hoi-yüan-tchen i hi va instal·lar 6000 famílies turques musulmanes de Kaixgària, territori que havia estat devastat en la guerra contra els calmucs; aquestos turcs foren anomenats com tarančis agricultors; també s'hi van instal·lar musulmans xinesos, segurament població barrejada de xinesos i uigurs coneguts com a dungans. (T'ung-kan). Aquesta fou la moderna ciutat de Kuldjha (Ghulja, Khulja, Kulja, Khuldja, Khuldjha i altres transcripcions) coneguda ara com a Yining (I-ning)